# Santelices
Santelices es una localidad del municipio burgalés de Merindad de Valdeporres, en la comunidad autónoma de Castilla y León.

## Localidades limítrofes
Confina con las siguientes localidades:
- Al norte con Pedrosa de Valdeporres.
- Al sureste con Quintanabaldo.
- Al sur con San Martín de las Ollas.
- Al noroeste con Cidad de Valdeporres.

## Demografía
Evolución de la población
| Gráfica de evolución demográfica de Santelices entre 2002 y 2021   |
|                                                                    |
| Población de derecho (2002-2021) según el padrón municipal del INE |

## Historia
Así se describe a Santelices en el tomo XIII del Diccionario geográfico-estadístico-histórico de España y sus posesiones de Ultramar, obra impulsada por Pascual Madoz a mediados del siglo XIX:

Lugar en la provincia, audiencia territorial, capitanía general y diócesis de Burgos (15 leguas), partido judicial de Villarcayo (3), ayuntamiento y merindad de Valdeporres (1/4). Situado en el centro de un valle próximo y a la izquierda de la confluencia de los ríos Engaña y Nela; reinan con frecuencia los vientos del N y O; su clima es frío, pero sano; las enfermedades comunes son catarros y pulmonías. Tiene 20 casas y una iglesia parroquial (San Mamés) servida por un cura párroco, y contiguo a ella se halla el cementerio. El término confina N Pedrosa; E Peña de Paño; S San Martín de las Ollas, y O Cidad de Valdeporres. El terreno es arenoso, de mediana calidad; le fertilizan los ríos mencionados; la parte montuosa está poblada de robles, avellanos y mata baja. Los caminos son locales. El correo se recibe de Villarcayo. Producciones: cereales, legumbres, lino, patatas y hortalizas; cría ganado lanar, caballar y vacuno; caza de liebres, perdices y codornices, y pesca de truchas y anguilas. Población: 22 vecinos, 82 almas. Capital productivo: 186.600 reales. Imponible: 19.203.
Diccionario geográfico-estadístico-histórico de España y sus posesiones de Ultramar